# 罗马尼亚社会党
罗马尼亚社会党（羅馬尼亞語：Partidul Socialist Român）是罗马尼亚的一个共产主义政党。2003年7月，原社会主义劳动党中拒绝加入社会民主党的一派建立该党，当时取名为社会主义联盟党。2009年，联合左翼党并入该党。2010年7月，该党决定改名为“罗马尼亚共产党”，但遭布加勒斯特法院驳回。2013年12月1日，改名为社会主义替代党。2015年4月30日，改用现名。